# Sokol'skij rajon (Oblast' di Nižnij Novgorod)
Il Sokol'skij rajon (in russo Сокольский район?) è un rajon dell'oblast' di Nižnij Novgorod, nella Russia europea. Nell'ambito dell'organizzazione dell'autogoverno locale, corrisponde al circondario urbano di Sokol'skij (городско́й о́круг Соко́льский). Centro amministrativo è l'insediamento operaio di Sokol'skoe.